# Saint-Laurent (Quebec)
Saint-Laurent era uma cidade do Canadá, província de Quebec, localizada na Ilha de Montreal, e que foi fundida com a cidade de Montreal em 2002. Atualmente, Saint-Laurent é um dos 27 arrondissements de Montreal. Sua população, do censo nacional de 2001, era de 77 391 habitantes.